# Rugby Europe Championship 2017
Rugby Europe Championship 2017 competiția de rugby între națiuni situată imediat după Turneul celor Șase Națiuni. Este campionatul inaugural sub noul său format, la care participă echipele naționale ale Belgiei, Georgiei, Germaniei, României, Rusiei și Spaniei.
Ediția din acest an va face parte și din preliminariile pentru Cupa Mondială de rugby zona europeană.

## Clasament
| Loc | Echipa   | Jocuri | Jocuri   | Jocuri  | Jocuri     | Puncte | Puncte    | Puncte    | Eseuri | Puncte bonus | Puncte clasament |
| Loc | Echipa   | Jucate | Victorii | Egaluri | Înfrângeri | Pentru | Împotrivă | Diferență | Eseuri | Puncte bonus | Puncte clasament |
| --- | -------- | ------ | -------- | ------- | ---------- | ------ | --------- | --------- | ------ | ------------ | ---------------- |
| 1 | România  | 5      | 4        | 0       | 1          | 122    | 78        | +44       | 16     | 3            | 19               |
| 2 | Georgia  | 5      | 4        | 0       | 1          | 136    | 44        | +92       | 19     | 3            | 19               |
| 3 | Spania   | 5      | 3        | 0       | 2          | 91     | 54        | +37       | 9      | 1            | 13               |
| 4 | Rusia    | 5      | 2        | 0       | 3          | 107    | 117       | -10       | 14     | 1            | 9                |
| 5 | Germania | 5      | 2        | 0       | 3          | 121    | 201       | -80       | 14     | 0            | 8                |
| 6 | Belgia   | 5      | 0        | 0       | 5          | 70     | 153       | -83       | 7      | 2            | 2                |
| Sursa: Calificări Cupa Mondială Arhivat în 11 februarie 2017, la Wayback Machine. (accesat 19 martie 2017) |          |        |          |         |            |        |           |           |        |              |                  |

Note:
- echipa cu cel mai mare punctaj este declarată campioană. în cazul în care două sau mai multe echipe au același număr de puncte, cea mai bine clasată va fi echipa care are cele mai multe puncte marcate în meciurile directe.
- ocupanta locului al șaselea va juca un meci de baraj pentru evitarea retrogradării

Acordarea punctelor:victorie - 4 puncte; egal - 2 puncte; 4 sau mai multe eseuri - 1 punct; înfrângere la mai puțin de 7 puncte - 1 punct; înfrângere la mai mult de 7 puncte - 0 puncte

## Meciuri

### Etapa 1
| 11 februarie 2017 | Germania | 41–38 | România | Stadionul Sparda Bank Hessen, Offenbach |
| 11 februarie 2017 | Belgia   | 6–31  | Georgia | Stadionul Regele Baudouin, Bruxelles    |
| 11 februarie 2017 | Spania   | 16–6  | Rusia   | Estadio Nacional Complutense, Madrid    |

### Etapa a 2-a
| 18 februarie 2017 | România | 13–3  | Spania   | Stadionul Emil Alexandrescu, Iași    |
| 18 februarie 2017 | Belgia  | 18–25 | Rusia    | Stadionul Regele Baudouin, Bruxelles |
| 19 februarie 2017 | Georgia | 50–6  | Germania | Stadionul de Rugby Rustavi, Rustavi  |

### Etapa a 3-a
| 4 martie 2017 | Rusia    | 10–30 | România | Stadionul Central din Soci, Soci        |
| 4 martie 2017 | Germania | 34–29 | Belgia  | Stadionul Sparda Bank Hessen, Offenbach |
| 4 martie 2017 | Spania   | 10–20 | Georgia | Stadionul Municipal, Medina del Campo   |

### Etapa a 4-a
| 11 martie 2017 | Germania | 15–32 | Spania  | Sportpark Höhenberg, Köln            |
| 11 martie 2017 | Belgia   | 17–33 | România | Stadionul Regele Baudouin, Bruxelles |
| 12 martie 2017 | Georgia  | 28–14 | Rusia   | Dinamo Arena, Tbilisi                |

### Etapa a 5-a
| 18 martie 2017 | Spania  | 30–0  | Belgia   | Estadio Nacional Complutense, Madrid            |
| 19 martie 2017 | Rusia   | 52–25 | Germania | Stadionul Central din Soci, Soci                |
| 19 martie 2017 | România | 8–7   | Georgia  | Stadionul național „Arcul de Triumf”, București |

## Play-off retrogradare/promovare
| 20 mai 2017 | Belgia | 29–18 | Portugalia |  |